# STS-86
STS-86は、スペースシャトルアトランティスが宇宙ステーションミールを訪れたミッションである。グラスコックピットを含むメンテナンスとアップグレードのため、アトランティスが一時運用を停止する前の最後のミッションである。

## 乗組員
- 船長：ジェームズ・ウェザービー（4度目）
- 操縦士：マイケル・ブルームフィールド（初）
- ミッションスペシャリスト1：ウラジーミル・チトフ（4度目）
- ミッションスペシャリスト2：スコット・パラジンスキー（英語版）（2度目）
- ミッションスペシャリスト3：ジャン＝ルー・クレティエン（3度目）
- ミッションスペシャリスト4：ウェンディ・ローレンス（2度目）
- ミッションスペシャリスト5（打上げ時）：デヴィッド・ウルフ（2度目）
- ミッションスペシャリスト5（帰還時）：マイケル・フォール（4度目）

ウェンディ・ローレンスは、当初はミールに搭乗するマイケル・フォールと交代する予定だったが、ロシア製のオーラン宇宙服のサイズの制限のため、バックアップであったデヴィッド・ウルフが交代した。もともとウルフはSTS-89で再度ミールを訪れ、ミール24の乗組員と交代する予定であった。

## ミッションハイライト

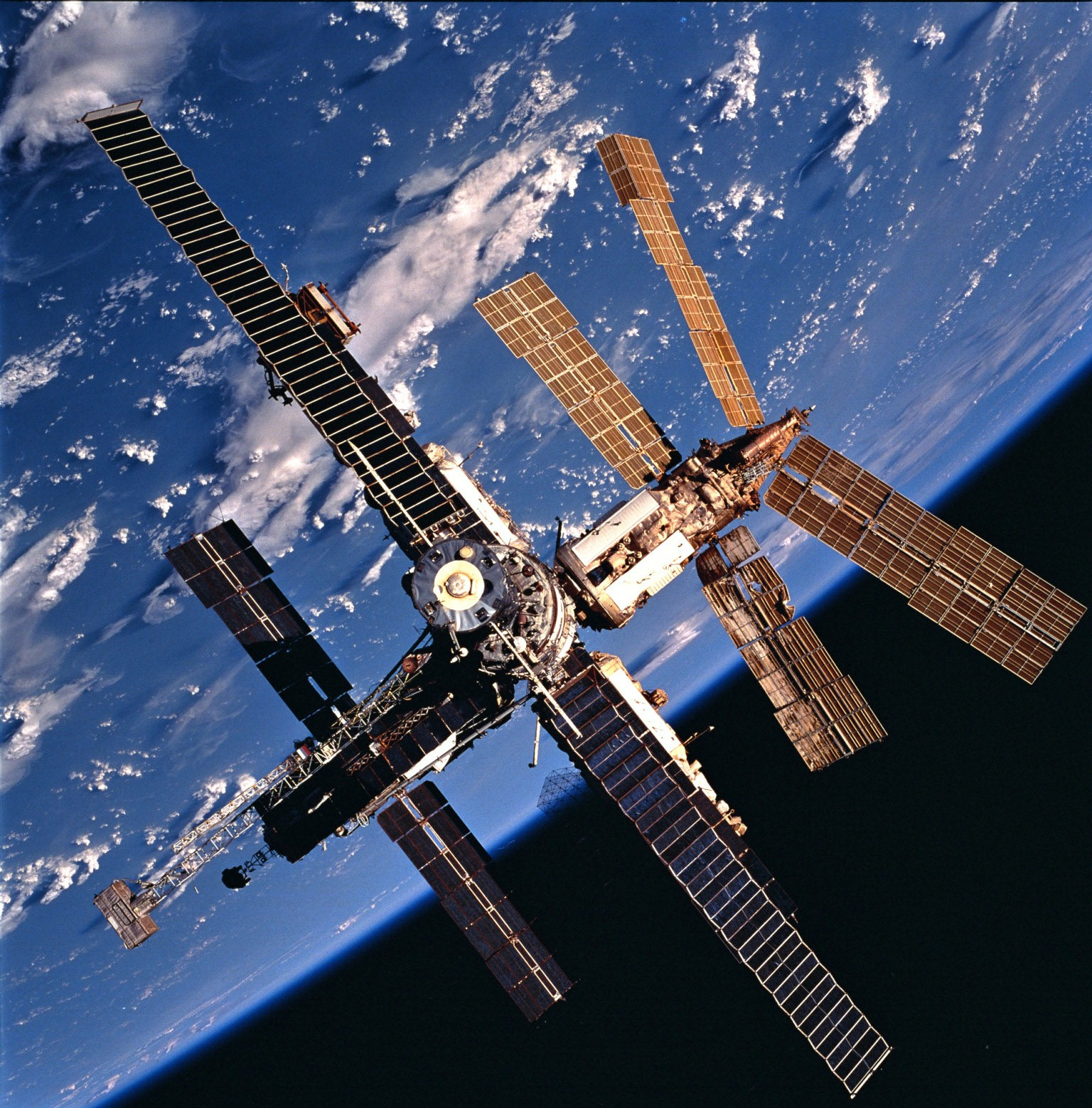
損傷を受けたスペクトルモジュール

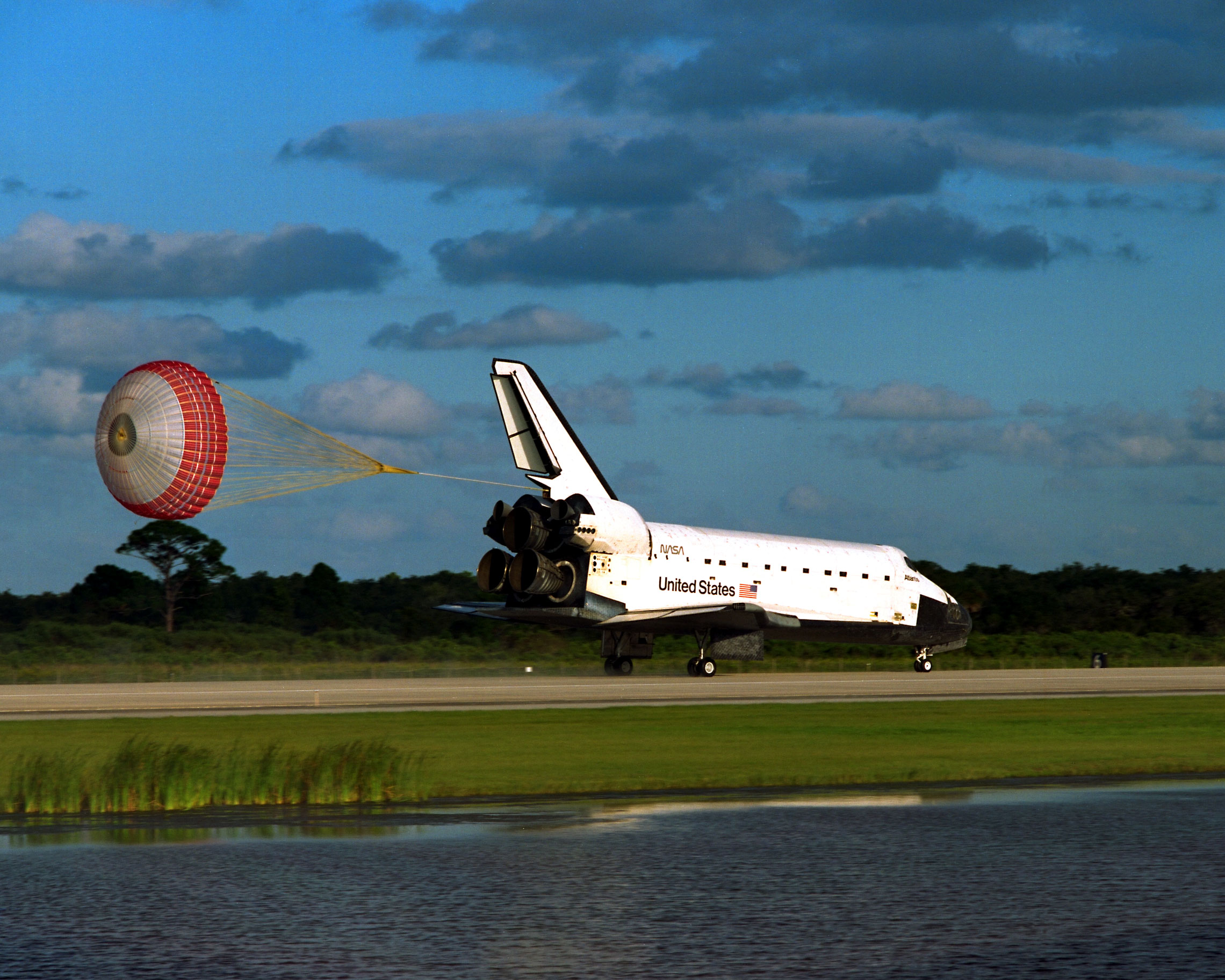
15番滑走路に着陸するアトランティス

STS-71、STS-74、STS-76、STS-79、STS-81に続く7度目のミールとのドッキングのミッションで、荷物を運び乗組員の交代を行うため、スペースハブダブルモジュールが運ばれた。
10日間のミッションのうち、5日間はアトランティスとミールがドッキングして運用され、アメリカ人の滞在を継続させるため、フォールとウルフの交代が行われた。また宇宙遊泳が行われ、ミール周辺の環境を計測するためにSTS-76でリンダ・ゴドウィンとマイケル・クリフォードによってミールのドッキングモジュールに取り付けられた4つのMir Environmental Effects Payloadが回収された。さらに、物資や補給品を輸送し、実験のハードウェア等を地球に持ち帰るため、スペースハブダブルモジュールや検体が運ばれた。
このミッションにより、アメリカ人宇宙飛行士のロシア製宇宙ステーションへの滞在が継続された。ウルフはミールに滞在する連続6人目のアメリカ員宇宙飛行士になり、アメリカ航空宇宙局(NASA)とロスコスモスの協力事業の1Bフェーズは継続された。しかし、フォールと前任のジェリー・リネンジャーは困難に直面し、結果的にNASAに対する強い政治的圧力をもたらした。アメリカ人乗組員の滞在をフォールで終了させるか、それともウルフが引き継ぐかは、NASA長官のダニエル・ゴールディンにより、STS-86の打上げ前夜にようやく決定された。
フォールは、145日間を宇宙で、そのうち134日間をミール上で過ごして地球に帰還した。930万kmを飛行したと推定され、シャノン・ルシッドの188日間に次ぎ、アメリカ人として第2位の滞在期間となった。フォールの滞在中、6月25日にプログレス補給船がミールのスペクトルモジュールと衝突し、ラジエーター及び4つの太陽電池の1つを損傷した。事故が起こった際、当時ミール船長のワシリー・ツィブリエフはプログレスのカプセルを手動で誘導し、ミールを減圧しているところであった。乗組員は損傷したスペクトルモジュールに続くハッチを密閉し、残りのモジュールを再加圧した。
損傷を受けていない3つの太陽電池に電力ケーブルをつなぐため、ツィブリエフとフライトエンジニアのアレクサンドル・ラズトキンによる宇宙遊泳が計画されたが、7月13日に行われた健康診断でツィブリエフに不整脈が発見された。その後フォールが宇宙遊泳の訓練を始めたが、訓練の途中で電力ケーブルが外れてしまい、ミールは停電に陥った。7月21日、ミール23の乗組員は宇宙遊泳を行わず、ミール24の乗組員が行うことが発表された。7月30日、NASAは、元々フォールと交代することになっていたウェンディ・ローレンスの役割をウルフが務めることを発表した。この変更は、その後数か月でスペクトルを修理するための船内宇宙遊泳のバックアップメンバーにウルフを当てるためだと考えられた。ローレンスは、宇宙遊泳に用いるオーラン宇宙服とサイズが合わなかったため、宇宙遊泳の訓練ができなかった。
8月7日にミールに到着した後、ミール24の船長アナトリー・ソロフィエフとフライトエンジニアのパーヴェル・ヴィノグラードフは8月22日に減圧したスペクトル内で船内宇宙遊泳を行い、11本の電源ケーブルをスペクトルの太陽電池からスペクトルのハッチに繋ぎ直した。宇宙遊泳の間、フォールはミールに取り付けたソユーズのカプセルの中に留まり、地上管制員と宇宙飛行士の通信の仲立ちを行った。
9月5日、フォールとソロフィエフは6時間の船外宇宙遊泳を行い、スペクトル外側の損傷の調査とモジュール外殻の破損の箇所の調査を行った。損傷を受けていない2つの太陽電池は手動で太陽エネルギーをよりよく集められる方向に調整され、ジェリー・リネンジャーにより残されたラジエーターが回収された。
アトランティスとミールのドッキングは、9月27日3:58(EDT)に行われた。宇宙船のハッチは17:45(EDT)に開けられ、ウルフは9月28日12:00(EDT)に正式にミール24のメンバーとなった。同時にフォールはSTS-86の乗組員となり、自身の所持品をアトランティスに運んだ。ウルフは、7人目で最後のアメリカ人のミール乗組員として1998年1月にSTS-89でやってきたアンディ・トーマスと交代するまでミールに滞在した。
アメリカ合衆国とロシアの共同での初の船外宇宙遊泳、またスペースシャトル計画での39回目の宇宙遊泳がウラジーミル・チトフとスコット・パラジンスキーによって行われた。5時間1分の船外活動を行い、将来の船外活動でスペクトルの損傷による漏れを修理できるように55kgの太陽電池アレイのキャップをドッキングモジュールに貼り付け、4つの実験装置Mir Environmental Effects Payloads (MEEPS)を回収し、またSimplified Aid for EVA Rescue (SAFER)ジェットパックの評価を行った。船外活動は10月1日の13:29(EDT)に始まり、18:30(EDT)に終了した。
ドッキングして運用されていた6日間の間に、ミール24とSTS-86の乗組員は、約777kgの水、実験機器、ジャイロダイン、電池、3つの気圧ユニット、高度制御コンピュータ、その他、4トン以上の荷物をスペースハブからミールに運んだ。新しい運動制御コンピュータは、ここ数か月の問題を経験してきたコンピュータと置き換えられた。また実験のサンプルや機器、古い酸素発生機をアトランティスに運び、地球に持ち帰った。10月3日13:28(EDT)にドッキング解除し、その後の46分間、ミールの周囲を回って視覚による検査を行った。この操作中、ソロフィエフとヴィノグラードフは気圧調節バルブを開いてスペクトルを加圧し、もし損傷があれば漏出や塵がSTS-89から見えるようにした。
飛行中、ウェザービーとブルームフィールドは、アトランティスの小さなジェットスラスタを噴射し、Mir Structural Dynamics Experiment (MISDE)にデータを提供した。このミッションで行われた他の実験には、Cell Culture Module Experiment (CCM-A)、Cosmic Radiation Effects and Activation Monitor (CREAM)、Radiation Monitoring Experiment-III (RME-III)、Shuttle Ionospheric Modification with Pulsed Local Exhaust (SIMPLE)等がある。また、NASAの2つの教育アウトリーチプログラムも行われた。